# Laverne Cox
Laverne Cox (Mobile, Alabama; 29 de mayo de 1972) es una actriz estadounidense, estrella de reality shows, productora de televisión, y defensora de los derechos de la comunidad LGBT. Es más conocida por su papel como Sophia Burset en la serie de Netflix Orange Is the New Black, por la que se convirtió en la primera mujer transgénero nominada a un Emmy en la categoría de mejor actriz, y la primera en ser nominada a un Emmy desde la nominación de la compositora Angela Morley en 1990.
También es conocida por su aparición como concursante en el programa de VH1 I Want to Work for Diddy, y por producir y copresentar el programa sobre cambio de imagen TRANSform Me, también de VH1. En abril de 2014, Cox fue galardonada con el premio GLAAD por su trabajo como defensora de los derechos de la comunidad transgénero. El 9 de junio de 2014, Cox se convirtió en la primera persona abiertamente transgénero en aparecer en la portada de la revista Time.

## Primeros años
Cox nació en Mobile, Alabama el 29 de mayo de 1972 y tiene un hermano gemelo, M. Lamar, quien actúa como Sophia antes de la operación de cambio de sexo (con el nombre de Marcus) en Orange Is the New Black. Cox admitió en una entrevista que intentó suicidarse a los 11 años, cuando se dio cuenta de que había desarrollado sentimientos por sus compañeros de clase varones y había sufrido bullying por no actuar de la manera que se esperaba. Se graduó en la Alabama School of Fine Arts en Birmingham, Alabama donde se especializó en danza y en el Marymount Manhattan College en Nueva York, donde cambió la danza por la actuación.

## Carrera artística

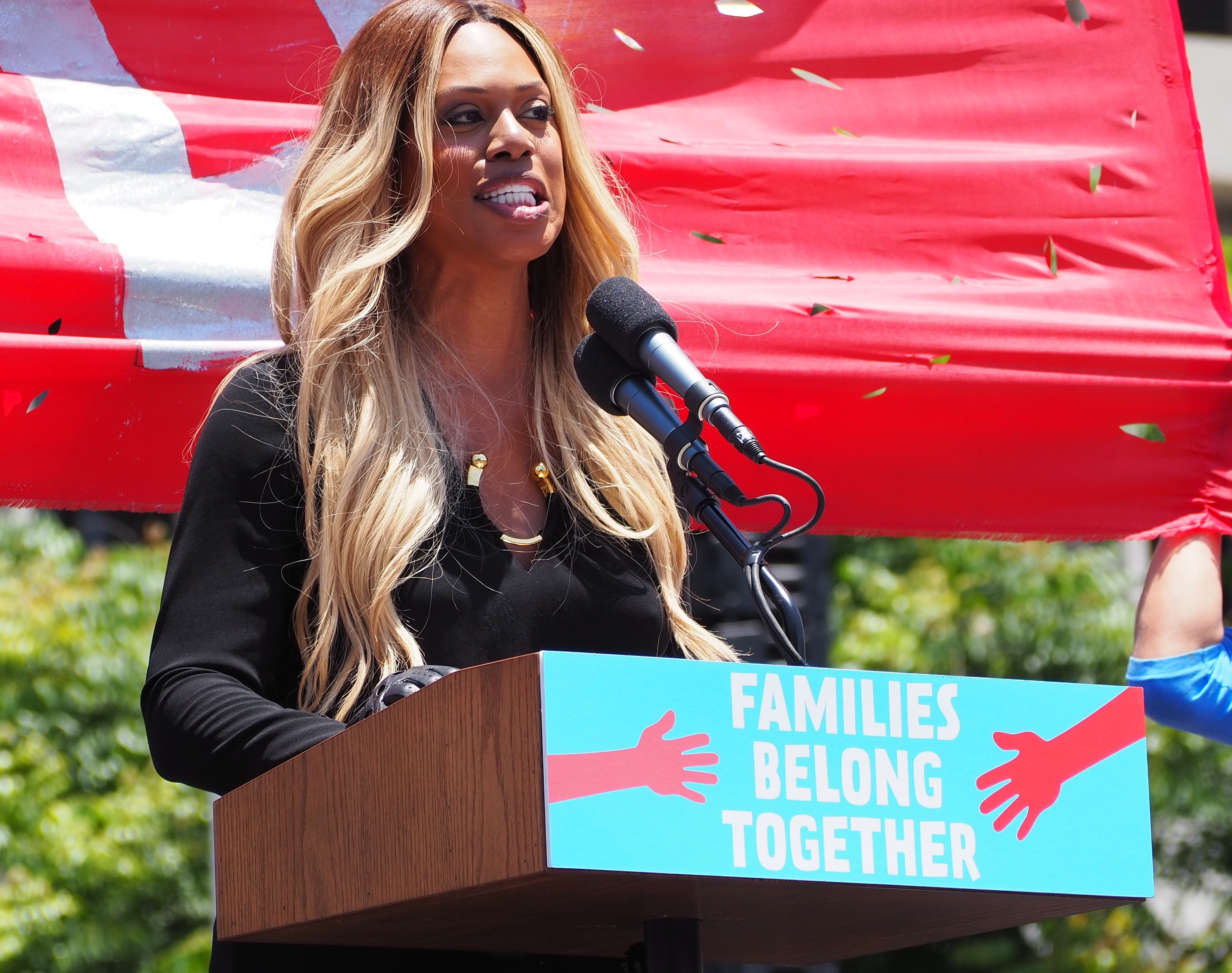
Laverne Cox en los Ángeles 2018.

Cox es mayormente conocida por su papel en Orange Is the New Black como Sophia Burset, una mujer transgénero enviada a prisión por un fraude de tarjetas de crédito. Previamente apareció como concursante en I Want to Work for Diddy, y produjo y copresentó el reality de VH1 TRANSform Me, lo que la convirtió en la primera persona transgénero afroamericana en producir y protagonizar su propio programa de televisión. Ambos programas fueron nominados a los premios GLAAD como reality shows destacados. También ha aparecido en algunas series de televisión que incluyen títulos como Law & Order, Bored to Death, y Musical Chairs.
Además de trabajar como actriz, da charlas y escribe artículos sobre los derechos de la comunidad LGTB y otros asuntos actuales en distintos medios, como el Huffington Post. Su papel en Orange Is the New Black le dota de una plataforma en la que puede hablar de la triste realidad de ser trangénero. En una entrevista, Cox decía "Sophia es un personaje multi-dimensional con el que la gente realmente puede empatizar— mi intención es que empaticen con una persona transgénero real. Y para la gente transgénero ahí fuera, que necesitan justificar sus preferencias sexuales anormales de gente como ellos y de sus experiencias".
Cox apareció en la portada de la revista Time del 9 de junio de 2014, y fue entrevistada para el artículo "The Transgender Tipping Point" por Katy Steinmetz, que apareció en el mismo ejemplar y cuyo título aparecía también en la portada; esto convirtió a Laverne Cox en la primera persona transgénero en aparecer en la portada de “Time”.
Más tarde, ese mismo año, Cox se convirtió en la primera persona transgénero en ser nominada a un Emmy en la categoría: Mejor Actriz Secundaria en una Serie de Comedia por su papel como Sophia Burset en Orange Is the New Black.
También en 2014, Cox apareció en el videoclip de la canción de John Legend "You & I (Nobody In The World)".
El 17 de octubre de 2014, se estrenó en MTV y Logo el documental Laverne Cox Presents: The T Word, de una hora de duración, producido y narrado por la propia Cox.

## Premios
- 2013 - Proyecto Anti-Violencia 2013 Homenajeada con el premio Courage Award
- 2013 - Premio Reader's Choice Award en la Gala OUT100 de la revista Out, que honra la selección de la revista de las 100 "personas más convincentes del año"[71].
- 2014 - Mujer del Año por la revista Glamour.
- 2014 - Incluida en el Root 100 anual; esta lista honra a "líderes negros destacados, innovadores y formadores de cultura" de 45 años o menos[74].
- 2014 - Encabezó la tercera Lista de Poder del Orgullo Mundial anual del periódico británico The Guardian, que clasifica a las personas LGBT más influyentes del mundo[75].
- 2014 - Premio Stephen F. Kolzak de GLAAD.
- 2014 - Nombrada a la lista de EBONY Power 100.
- 2015 - Nombrada a la lista 2015 OUT Power 50.

- 2015 - Incluida en la lista de las mujeres más bellas del mundo.

- 2015 - Three Twins Ice Cream en San Francisco rebautizó su helado de confeti de naranja y chocolate por Laverne Cox's Chocolate Orange is the New Black for Pride weekend.
- 2015 - Nombrada en la lista de las 100 personas más influyentes de 2015; su obra fue escrita por Jazz Jennings.
- 2015 - Nombrada por el Foro por la Igualdad como uno de los 31 Iconos del Mes de la Historia LGBT.
- 2015 - Ganadora de un Premio Emmy diurno en Clase Especial Sobresaliente como Productor Ejecutivo por Laverne Cox Presents: The T Word Esto hizo de Cox la primera mujer abiertamente transgénero en ganar un Emmy diurno como productora ejecutiva; además, The T Word es el primer documental trans en ganar un Emmy diurno.
- 2016 - Doctorado honoris causa de la Nueva Escuela
- 2017 - Nombrada a la Lista 2017 OUT Power 50.
- 2018 - Recibió el premio Claire Skiffington Vanguard Award de Transgender Law Center. El premio reconoce a los miembros de la comunidad transgénero que han sido parte de la vanguardia del movimiento.

## Filmografía
| Año  | Título                             | Papel            | Notas        |
| ---- | ---------------------------------- | ---------------- | ------------ |
| 2000 | Betty Anderson                     | Deirdre          | Cortometraje |
| 2004 | The Kings of Brooklyn              | Chica            |              |
| 2008 | All Night                          | Layla            | Cortometraje |
| 2009 | Uncle Stephanie                    | Stephanie        |              |
| 2010 | Bronx Paradise                     | Prostituta       |              |
| 2011 | Carla                              | Cinnamon         |              |
| 2011 | Musical Chairs                     | Chantelle        |              |
| 2012 | Migraine                           | Lola             | Cortometraje |
| 2012 | The Exhibitionists                 | Blithe Stargazer |              |
| 2013 | 36 Saints                          | Genesuis         |              |
| 2014 | Grand Street                       | Chardonnay       |              |
| 2015 | Grandma                            | Deathy           |              |
| 2017 | Freak Show                         | Felicia          |              |
| 2019 | Charlie's Angels                   | Bomb Instructor  |              |
| 2019 | Can you keep a secret?             | Cybill           |              |
| 2020 | Promising Young Woman              | Gail             |              |
| 2020 | Disclosure: Ser trans en Hollywood | Ella misma       | Documental   |
| 2021 | Jolt                               | Detective Nevin  |              |
| 2024 | Uglies                             | Cable            |              |

| Año       | Título                      | Papel                 | Notas |
| --------- | --------------------------- | --------------------- | --- |
| 2008      | Law & Order: SVU            | Candace               | Episodio: "Closet" |
| 2008      | I Want to Work for Diddy    | Como ella misma       | 6 episodes |
| 2008      | Law & Order                 | Minnie                | Episodio: "Sweetie" |
| 2009      | Bored to Death              | Prostituta transexual | Episodio: "Stockholm Syndrome" |
| 2010      | TRANSform Me                | Como ella misma       | Presentadora y productora; 8 episodios |
| 2013–2019 | Orange Is the New Black     | Sophia Burset         | 64 episodios Nominada—Critics' Choice Television Awards for Best Supporting Actress in a Comedy Series Nominada—Primetime Emmy Award for Outstanding Guest Actress in a Comedy Series |
| 2014      | Faking It                   | Margot                | Episodio: "Stupid Drama Queens" |
| 2017      | Doubt                       | Cameron With          | 13 episodios |
| 2019      | Dear White People           | Cynthia Fray          | Episodio: "Chapter VII" |
| 2020      | Curb Your Enthusiasm        | Ella misma            | Episodio: "Artificial Fruit" |
| 2020      | One World: Together at Home | Ella misma            | Especial de televisión |
| 2021      | The Blacklist               | Dr. Laken Perillos    | Episodio: "Dr. Laken Perillos" |
| 2022      | Inventing Anna              | Kacy Duke             | Posproducción |